# Saint-Pierre-les-Becquets
Pour les articles homonymes, voir Saint-Pierre.
Saint-Pierre-les-Becquets est une municipalité du Québec située dans la MRC de Bécancour dans le Centre-du-Québec.

## Toponymie
Elle est nommée en l'honneur de l'apôtre Pierre et du seigneur Romain Becquet.
« En 1672, l'intendant Talon concède à Romain Becquet, notaire né vers 1640 et dont le patronyme évoque un brochet à bec pointu, une seigneurie qui portera les noms de Seigneurie des Becquets, de Saint-Pierre-les-Becquets et Lévrard. Cette dernière appellation a trait à la reconcession, en 1683, de la seigneurie à Marie-Louise et Catherine-Angélique Becquet, filles de Romain décédé en 1682; cette dernière épousa en 1703 Louis Lévrard, canonnier du roi. Or, en 1699, un dénommé Gilles Masson (1630-1716), premier colon véritable, s'octroie le titre de «seigneur de la Côte et Seigneurie de Saint-Pierre», probablement ainsi dénommée en l'honneur de son fils Pierre à qui il accordera une concession en 1703. Le constituant Becquets renvoie sans doute aux membres de la famille du premier concessionnaire ».

## Géographie
La municipalité de Saint-Pierre-les-Becquets est érigée sur une falaise au sud du fleuve Saint-Laurent, à 20 km au nord-est de Bécancour. Elle est traversée par la route 132. Elle est reliée à l'autoroute 20 par la route 218.
Les rivières aux Glaises et aux Orignaux, des affluents de l'estuaire du Saint-Laurent, traversent le sud de la municipalité en coulant vers nord-ouest.

## Démographie
| 1996  | 2001  | 2006  | 2011  | 2016  | 2021  |
| ----- | ----- | ----- | ----- | ----- | ----- |
| 1 336 | 1 273 | 1 183 | 1 223 | 1 137 | 1 183 |

## Administration
Les élections municipales se font en bloc pour le maire et les six conseillers.
| Saint-Pierre-les-Becquets Maires depuis 2001                                                                         |                 |                                           |          |
| Élection | Maire           | Qualité                                   | Résultat |
| 2001 | Raymond Dion    |                                           | Voir     |
| 2005 | Raymond Dion    | Voir                                      |          |
| 2008 | Jean-Guy Paré   | Député péquiste de Lotbinière (1994-2003) | Voir     |
| 2009 | Jean-Guy Paré   | Député péquiste de Lotbinière (1994-2003) | Voir     |
| 2013 | Yves Tousignant |                                           | Voir     |
| 2017 | Éric Dupont     |                                           | Voir     |
| 2021 | Éric Dupont     | Voir                                      |          |
| Élection partielle en italique Depuis 2005, les élections sont simultanées dans toutes les municipalités québécoises |                 |                                           |          |

## Infrastructures
On y retrouve les établissements et équipements suivants:
- l'école secondaire Les Seigneuries,
- l'école primaire La Nacelle,
- l'église Saint Pierre Apôtre[6]
- la bibliothèque municipale,
- le Centre culturel et sportif (aréna),
- le manoir Baby-Méthot
- un quai qui permet la descente de bateaux dans le fleuve.

## Société et culture
Depuis 1983, la première fin de semaine de juin, une exposition agricole se tient sur le terrain du Centre culturel et sportif.
Saint-Pierre-Les-Becquets était autrefois célèbre pour son festival de la tomate. La culture de la tomate était très présente dans le village dans les années 1950 à 1980. 